# Greatest Remix Hits 2
Greatest Remix Hits 2 är ett remixalbum av den australiska sångerskan Kylie Minogue. Ursprungligen släpptes i Japan 1993, var albumet sedan släpptes av Mushroom Records 1997 i Australien med en ny omslagsbild. Albumet innehöll sällsynta och tidigare otillgängliga remixer av låtar från Minogues studioalbum från 1987 till 1992.

## Låtlista
| 1.  | Got to Be Certain (Extended)                    | 6:36 |
| 2.  | Kylie's Smiley Mix (Extended)                   | 6:17 |
| 3.  | Getting Closer (7" version)                     | 3:33 |
| 4.  | Je Ne Sais Pas Pourquoi (The Revolutionary Mix) | 7:16 |
| 5.  | Made in Heaven (Made in England Mix)            | 6:20 |
| 6.  | Especially for You (Extended)                   | 5:01 |
| 7.  | Hand on Your Heart (The Great Aorta Mix)        | 6:26 |
| 8.  | Wouldn't Change a Thing (Your Thang Mix)        | 7:10 |
| 9.  | Tears on My Pillow (More Tears Mix)             | 4:05 |
| 10. | Better the Devil You Know (Mad March Hare Mix)  | 7:09 |
| 11. | I'm Over Dreaming (Over You) (Extended Remix)   | 4:54 |

| 1.  | The Loco-Motion                                                    | 3:17 |
| 2.  | What Do I Have to Do? (The Pump and Polly Mix)                     | 7:48 |
| 3.  | Shocked (Harding/Curnow Mix)                                       | 7:31 |
| 4.  | Say the Word – I'll Be There                                       | 4:00 |
| 5.  | Keep on Pumpin' It (Angelic Remix)                                 | 7:24 |
| 6.  | Give Me Just a Little More Time (12" version)                      | 4:35 |
| 7.  | Do You Dare? (NRG Mix)                                             | 7:04 |
| 8.  | Finer Feelings (Brothers in Rhythm 12" Mix)                        | 6:47 |
| 9.  | Closer (The Pleasure Mix)                                          | 6:49 |
| 10. | What Kind of Fool (Heard All That Before) (No Tech No Logical Mix) | 9:55 |
| 11. | Got to Be Certain (Out for a Duck, Bill, Platter Plus Dub Mix)     | 3:17 |